# Валрам (Арлон)
Валрам I (на немски: Walram I, Waleran) от Дом Лимбург-Арлон е първият граф на Арлон до 1052 г. и е прародител на по-късните херцози на Лимбург.
Той сключва през 1052 г. договор (precaria) с Еберхард, архиепископът на Трир, за собственост на Айфел и на Долен Мозел.

## Фамилия
Валрам се жени за Адела Лотарингска († 995), дъщеря на Дитрих I, херцог на Лотарингия и Рихилда от Блисгау († 1026). Те имат децата:
- Валрам II (* ок. 1030, † пр. 1082), от 1052 г. граф на Арлон и от 1065 г. първият граф на Лимбург като Валрам I.
- Фолк